# راه جبهه از کدوم طرفه؟
راه جبهه از کدوم طرفه؟ (انگلیسی: Which Way to the Front?) یک فیلم کمدی آمریکایی است که در سال ۱۹۷۰ اکران گردید، کارگردان و بازیگر آن جری لوئیس است که اولین فیلم او برای شرکت برادران وارنر می‌باشد. فیلمبرداری از روز ۳۰ نوامبر ۱۹۶۹ تا ۱ فوریه ۱۹۷۰ انجام گرفت و در رده‌بندی انجمن سینمایی آمریکا در رده عمومی (G) قرار گرفت.